# Liste des modèles Chrysler
Les véhicules construits par l'entreprise Chrysler sont des modèles portant le nom de "Chrysler", plutôt que l'une de leurs filiales (Dodge, Jeep, et Plymouth pour exemples). La plupart des Chrysler sont des voitures de luxe, hormis en 1970 pour les modèles Européens qui ont été développés par les divisions Simca et Rootes.
La liste ci-dessous inclut également les véhicules fabriqués dans d'autres pays et les voitures conçues par d'autres sociétés indépendantes qui ont été rebaptisée pour Chrysler. "Chrysler Australia" a été la division Australienne de Chrysler, et les voitures fabriquées par Chrysler en Australie ont été vendus principalement dans leur pays d'origine. Il en va de même pour les voitures "Europe" et "Canada".
Certains des liens dans le tableau suivant peut vous rediriger vers le même véhicule nommé différemment, seulement parce que ce type de véhicule a été rebaptisée Chrysler et a subi des modifications mineures à la conception originale. 

## Modèles de production
| Nom                                                                             | Années de production                                                                     | Image |
| ------------------------------------------------------------------------------- | ---------------------------------------------------------------------------------------- | ----- |
| Chrysler 150                                                                    | 1975 - 1980                                                                              |       |
| Chrysler 160/180                                                                | 1970 - 1982                                                                              |       |
| Chrysler 200                                                                    | 2011 – 2017                                                                              |       |
| Chrysler 300 (Touring)                                                          | 2004 –                                                                                   |       |
| Chrysler 300 letter series                                                      | 1955 – 1965                                                                              |       |
| Chrysler 300M                                                                   | 1999 – 2004                                                                              |       |
| Chrysler 300 non-letter series                                                  | 1962–1971, 1979                                                                          |       |
| Chrysler Airflow                                                                | 1934 – 1937                                                                              |       |
| Chrysler Airstream                                                              | 1935 – 1937                                                                              |       |
| Chrysler Alpine                                                                 | 1975 - 1980                                                                              |       |
| Chrysler Aspen                                                                  | 2007 – 2009                                                                              |       |
| Chrysler Avenger                                                                | 1976 – 1979                                                                              |       |
| Chrysler Centura (Australie)                                                    | 1975 – 1978                                                                              |       |
| Chrysler Charger (Australie)                                                    | 1975 – 1978                                                                              |       |
| Chrysler by Chrysler (Australie)                                                | 1971 – 1976                                                                              |       |
| Chrysler Cirrus                                                                 | 1995 – 2000                                                                              |       |
| Chrysler Colt (Afrique du Sud)                                                  | circa 1976                                                                               |       |
| Chrysler Concorde                                                               | 1993 – 2004                                                                              |       |
| Chrysler Conquest                                                               | 1987 – 1989                                                                              |       |
| Chrysler Cordoba                                                                | 1975 – 1983                                                                              |       |
| Chrysler Crossfire                                                              | 2004 - 2008                                                                              |       |
| Chrysler D-50 (Australie)                                                       | 1979                                                                                     |       |
| Chrysler Daytona (Canada)                                                       | 1984 – 1993                                                                              |       |
| Chrysler Delta (Royaume-Uni et Irlande)                                         | 2011 – 2014                                                                              |       |
| Chrysler Drifter (Australie)                                                    | 1977 - 1978                                                                              |       |
| Chrysler Dynasty (Canada)                                                       | 1988 – 1993                                                                              |       |
| Chrysler Executive                                                              | 1983 - 1986                                                                              |       |
| Chrysler Fifth Avenue                                                           | 1984 – 1989                                                                              |       |
| Chrysler Galant                                                                 | 1976 - 1977                                                                              |       |
| Chrysler Horizon (Europe)                                                       | 1977 – 1986                                                                              |       |
| Chrysler Hunter                                                                 | 1977 – 1979                                                                              |       |
| Chrysler Imperial                                                               | 1926 – 1954, 1990 – 1993                                                                 |       |
| Chrysler Imperial Parade Phaeton                                                | 1952, construite en trois exemplaires                                                    |       |
| Chrysler Intrepid (Canada)                                                      | 1993 – 2004                                                                              |       |
| Chrysler L300 Express (Australie)                                               | 1980                                                                                     |       |
| Chrysler Lancer (Australie)                                                     | 1977 - 1980                                                                              |       |
| Chrysler Laser                                                                  | 1984 – 1986                                                                              |       |
| Chrysler LeBaron                                                                | 1977 – 1995                                                                              |       |
| Chrysler LHS                                                                    | 1994 – 1997, 1999 – 2001                                                                 |       |
| Chrysler Newport                                                                | 1940 - 1941, 1950, 1961 – 1981                                                           |       |
| Chrysler Neon (Australie, Europe and Japon)                                     | 1995 – 2005                                                                              |       |
| Chrysler New Yorker                                                             | 1939 – 1996                                                                              |       |
| Chrysler New Yorker Fifth Avenue                                                | 1983, 1990 – 1993                                                                        |       |
| Chrysler Pacifica                                                               | 2004 – 2008, 2017 – present                                                              |       |
| Chrysler Prowler                                                                | 2001 – 2002                                                                              |       |
| Chrysler PT Cruiser                                                             | 2001 – 2010                                                                              |       |
| Chrysler Regal (Australie)                                                      | 1976 - 1981                                                                              |       |
| Chrysler Plainsman (Australie)                                                  | 1957 - 1959                                                                              |       |
| Chrysler Royal                                                                  | 1937 – 1942, 1946 – 1950                                                                 |       |
| Chrysler Royal (Australie)                                                      | 1957 - 1963                                                                              |       |
| Chrysler Saratoga                                                               | 1939 – 1953, 1957 – 1960; 1961 - 1966, Canada non-letter 300 series; 1989 – 1994, Europe |       |
| Chrysler Sebring                                                                | 1995 – 2010                                                                              |       |
| Chrysler Sigma (Australie)                                                      | 1977 - 1980                                                                              |       |
| Chrysler Stratus (Canada and Europe)                                            | 1995 – 2000                                                                              |       |
| Chrysler Sunbeam                                                                | 1977 - 1979                                                                              |       |
| Chrysler TC                                                                     | 1989 – 1991                                                                              |       |
| Chrysler Touring                                                                | 1926                                                                                     |       |
| Chrysler Town and Country                                                       | 1941 – 1988, 1990 – 2016                                                                 |       |
| Chrysler Turbine Car (Voiture expérimentale fonctionnant grâce à turbine à gaz) | 1963                                                                                     |       |
| Chrysler Valiant (Australia, Nouvelle Zélande et Afrique du Sud)                | 1962 - 1981                                                                              |       |
| Chrysler VIP (Australie)                                                        | 1969 - 1971                                                                              |       |
| Chrysler Viper (Europe)                                                         | 1997 – 2003                                                                              |       |
| Chrysler Vogue (Afrique du Sud)                                                 | 1976                                                                                     |       |
| Chrysler Voyager/Grand Voyager                                                  | 2000–2003 (USA); 1988–2015 (Europe)                                                      |       |
| Chrysler Wayfarer (Australia)                                                   | 1957 - 1961                                                                              |       |
| Chrysler Windsor                                                                | 1940–1961; continuée de 1962 à 1966 comme la version canadienne de la Newport            |       |
| Chrysler Ypsilon                                                                | 2011–2015                                                                                |       |

## Concept cars

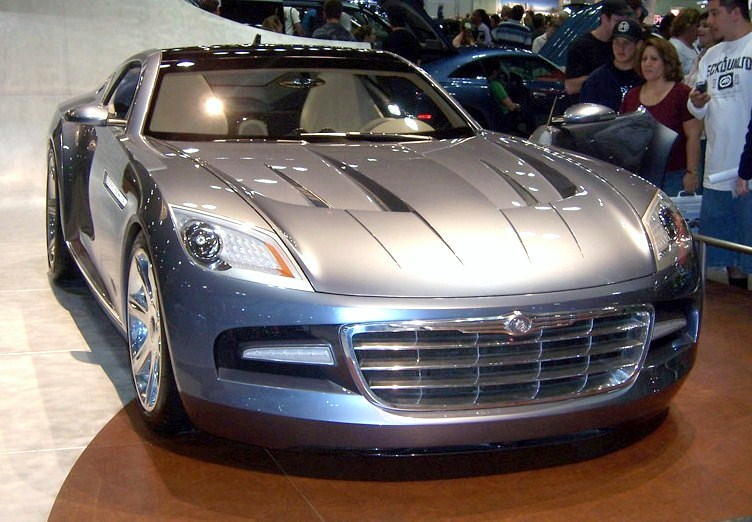
La Chrysler Firepower en 2006, au Salon International de l'auto Nord-Américain.

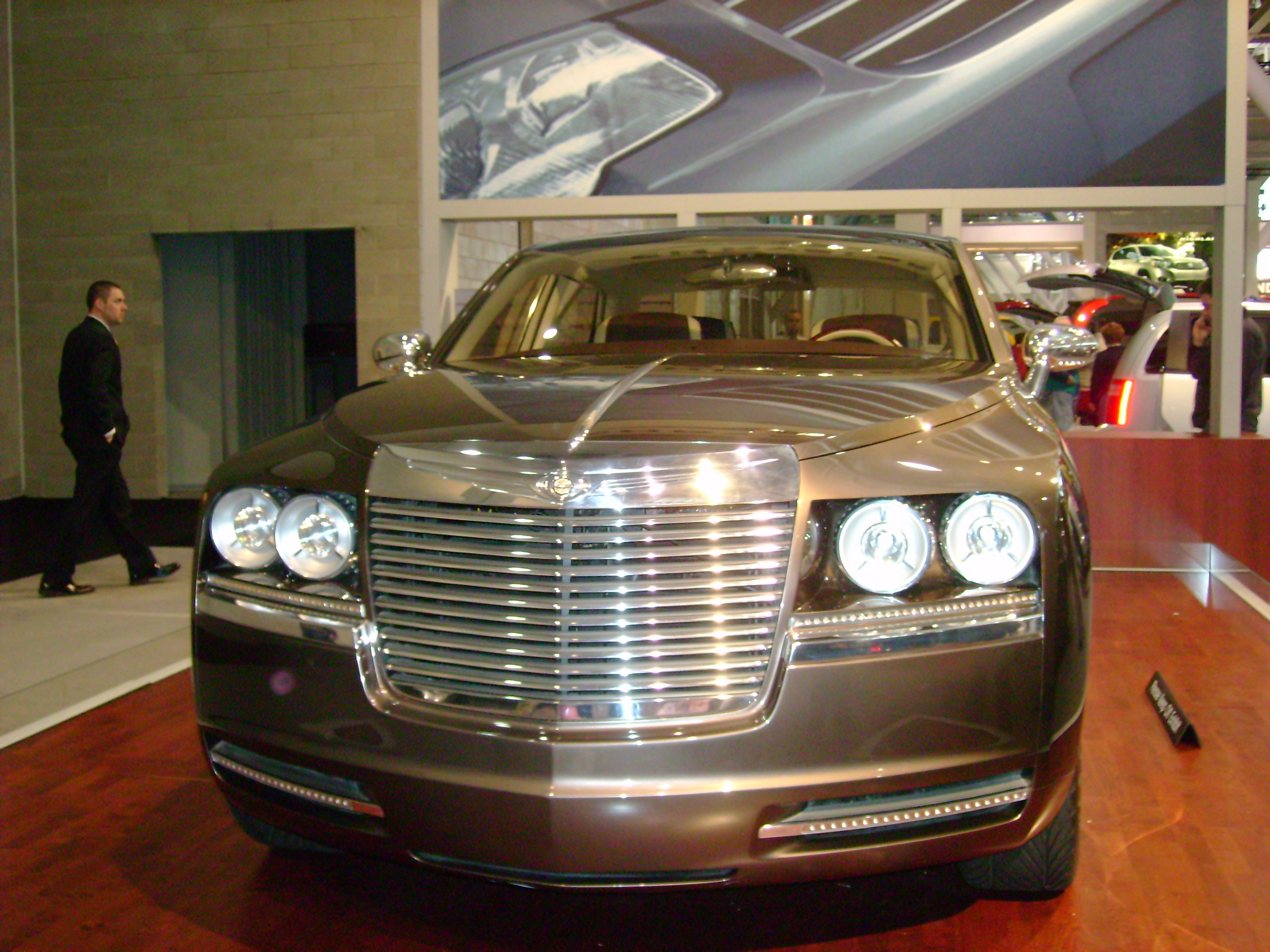
Une Chrysler Imperial en 2007, au salon de l'Auto de Washington..

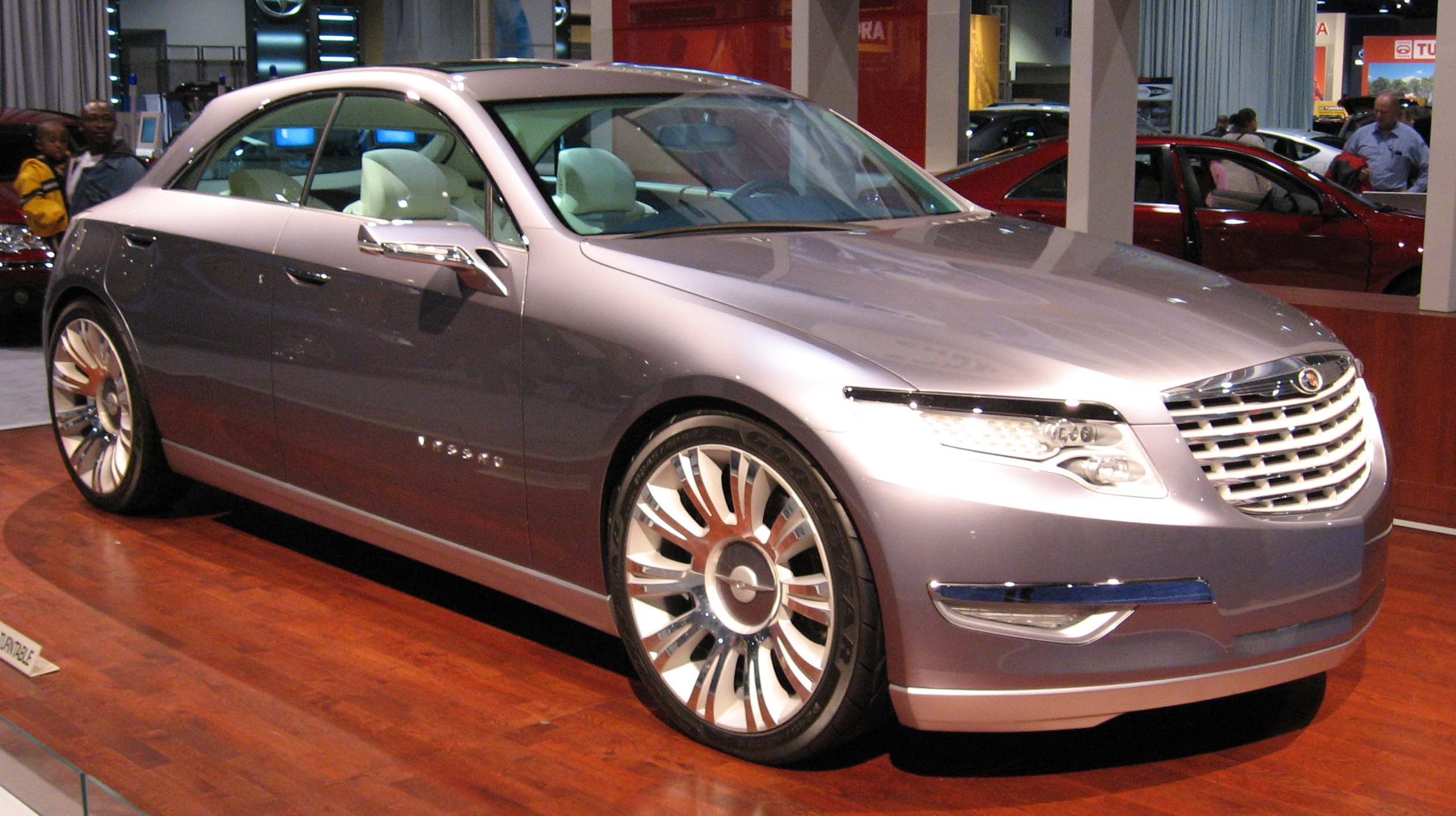
La Chrysler Nassau en 2007, au salon de l'Auto de Washington.

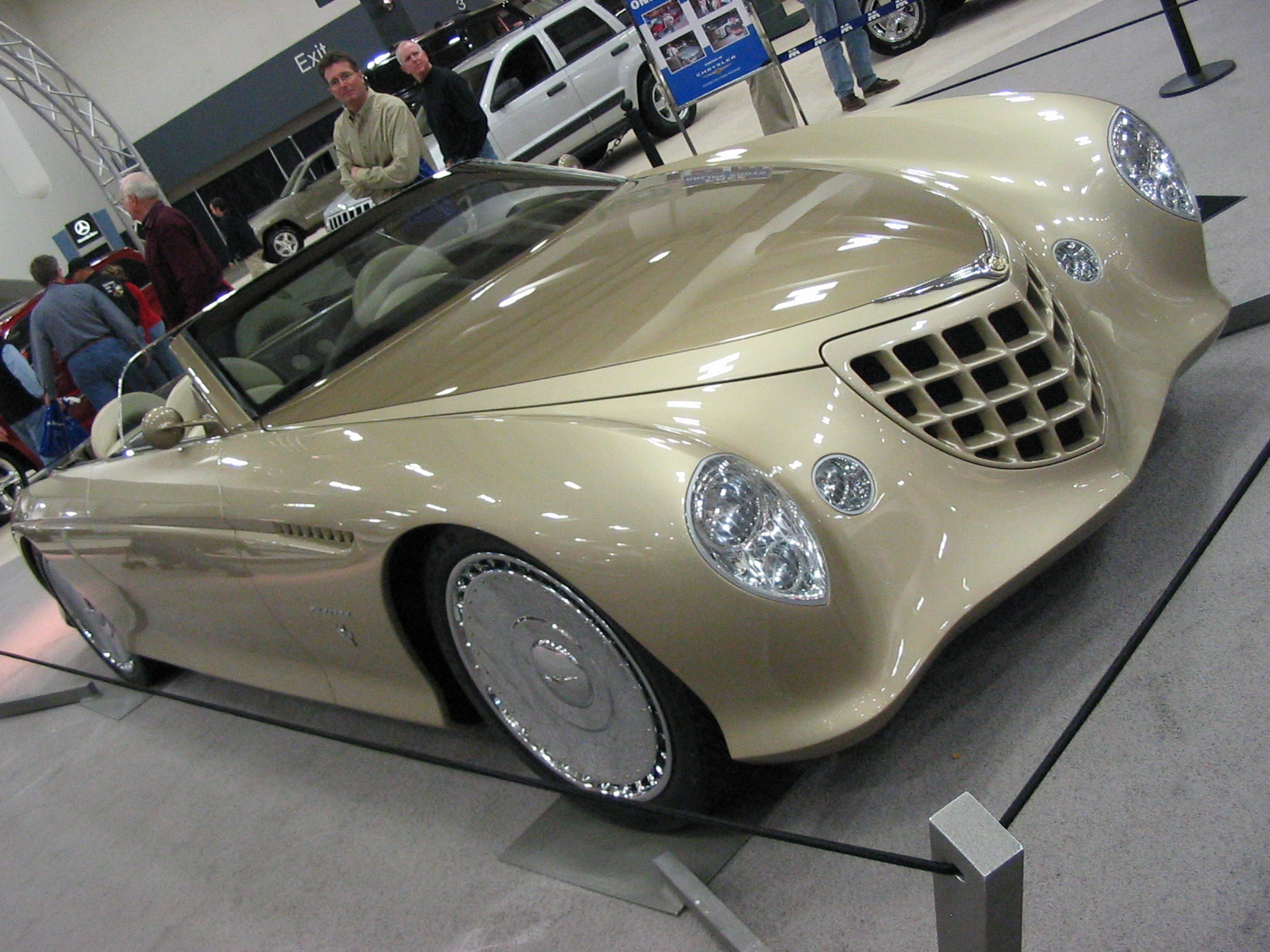
Une Chrysler Phaeton au Salon International de l'auto de San Francisco en 2005.

| Nom                         | Année d'exposition |
| --------------------------- | ------------------ |
| Chrysler 200C EV            | 2009               |
| Chrysler 300                | 1991               |
| Chrysler 700C               | 2012               |
| Chrysler Airflite           | 2003               |
| Chrysler Airflow Concept    | 2022               |
| Chrysler Akino              | 2005               |
| Chrysler Atlantic           | 1995               |
| Chrysler C-200              | 1952               |
| Chrysler California Cruiser | 2002               |
| Chrysler VCC                | 2000               |
| Chrysler Chronos            | 1998               |
| Chrysler Citadelle          | 2000               |
| Chrysler ecoVoyager         | 2008               |
| Chrysler Falcon             | 1955               |
| Chrysler Firepower          | 2005               |
| Chrysler Halcyon            | 2024               |
| Chrysler Imperial           | 2006               |
| Chrysler Java               | 1999               |
| Chrysler ME Four-Twelve     | 2004               |
| Chrysler Nassau (2000)      | 2000               |
| Chrysler Nassau (2007)      | 2007               |
| Chrysler Natrium            | 2001               |
| Chrysler Norseman           | 1956               |
| Chrysler Pacifica           | 1999               |
| Chrysler Panel Cruiser      | 2000               |
| Chrysler Patriot            | 1993               |
| Chrysler Phaeton            | 1997               |
| Chrysler Pronto Cruizer     | 1999               |
| Chrysler Thunderbolt        | 1941               |
| Chrysler Thunderbolt        | 1993               |
| Chrysler Turbine Car        | 1963               |

## Véhicule de cérémonie
| Nom                              | Année d'exposition |
| -------------------------------- | ------------------ |
| Chrysler Imperial Parade Phaeton | 1952               |